# Казанский собор (Ульяновск)
Собор Казанской иконы Божией Матери (Казанский кафедральный собор) — утраченный православный храм в г. Ульяновск. В 1941—1943 годах временный Патриарший собор РПЦ. Казанский кафедральный собор (1943—1959). Разрушен коммунистами в 1959 году.

## История
После смерти штабс-капитана Карла Фёдоровича Пашкевича в 1893 году, завещанный им дом был перестроен в католический храм и 2 (14) октября 1894 года торжественно освящён в честь Воздвижения св. Креста Господня. В 1931 году храм был закрыт для богослужений и превращён в рабочее общежитие Ульяновского патронного завода. После начала Великой Отечественной войны, в ночь с 18 на 19 октября 1941 года в Ульяновск было эвакуировано руководство Московской Патриархии и Синод РПЦ во главе с Местоблюстителем Патриаршего престола митрополитом Сергием. Почти все православные храмы в городе были разрушены ещё в 1930-е годы. Руководству РПЦ было передано, сохранившееся, очищенное от мусора и временных постояльцев, здание костёла. 9 ноября 1941 года возрождённый в бывшем Католическом костёле православный храм был торжественно освящён в честь Казанской иконы Божьей Матери, давней покровительницы и заступницы России в годы военных лихолетий. Он стал Кафедральным собором и временным Патриаршим собором, главным православным храмом Советского Союза. Московская Патриархия находилась в Ульяновске до 31 августа 1943 года. Перед отъездом будущий патриарх распорядился именовать уголок на улице Водников Патриаршим подворьем в Ульяновске. А Казанский собор стал кафедральным собором Ульяновской епархии. В июне 1959 года, в пору последних массовых гонений на Церковь в СССР, Казанский собор был закрыт, всё его имущество было передано в Богородице-Неопалимовский храм, и вскоре был разрушен.
Ныне на месте Казанского собора располагается многоэтажный жилой дом (ул. Корюкина, д. 17). В 2015 году в честь Казанского собора был установлен памятный знак, напротив Дома Советов (ул. Радищева, д. 1), с противоположной стороны улицы.

## Настоятели
- Иоанн (Соколов) (1941—1942)
- Варфоломей (Городцев) (1942—1943)
- Димитрий (Градусов) (1943—1944)
- Иларий (Ильин) (1944—1945)
- Софроний (Иванцов) (1946—1947), священник собора Гермоген (Кузьмин) (1946—1948)[11].
- Серафим (Шарапов) (1947—1952)
- Паисий (Образцов) (1952—1953)
- Иоанн (Братолюбов) (1953—1959)

## Галерея
- Участники хиротонии (Ульяновск, 14.10.1942 г.): епископ Саратовский Григорий (Чуков), архиепископ Уфимский Стефан (Проценко), Патриарший Местоблюститель митрополит Московский и Коломенский Сергий (Страгородский), архиепископ Куйбышевский Алексий (Палицын), архиепископ Рязанский Алексий (Сергеев).
- Мемориальная доска в память о Казанском храме.
- Памятный знак в память о Святейшем Патриархе Сергии.